# Durmiente (náutica)
En náutica, el Durmiente (ant. Dormente, Durmente, Contual) es el madero grueso clavado de proa a popa a lo largo del costado por la parte interior, sobre el cual sientan las cabezas de los baos, que van en él endentados a cola de milano. Cuando es cuadrado se dice Cuerda durmiente. Bajo el durmiente se podía poner un Sotodurmiente. (fr. Bouquiere; ing. Clamp; it. Dormente).

## Etimología
En lo antiguo se escribía Dormente o Durmente, y se llamaba también Contual, según D. Antonio Clariana y Gualves (en su Resumen náutico, impreso en Barcelona en 1731, en 8.°).

## Descripción
Es la pieza sólida de madera que, corrida de proa a popa por el interior del costado y un poco por debajo de cada cubierta, se instalaban en los antiguos barcos para que sirvieran de sujeción a los baos que formaban el armazón de cada cubierta. Así como para contribuir a la resistencia y a la flexión longitudinal del casco. Para ello las distintas piezas que integraban cada durmiente iban empalmadas entre sí a escarpes largos con llaves y cabillas verticales, de modo que evitándose el deslizamiento de unas respecto a las otras, el conjunto se comportaba como una sólida viga longitudinal, cuya resistencia se oponía a la flexión del casco.